# Carlos Herrera Descalzi
Carlos Fernando Herrera Descalzi (Lima, 28 de mayo de 1945) es un ingeniero mecánico eléctrico y político peruano. Fue ministro de Energía y Minas durante los gobiernos de Manuel Merino, Ollanta Humala y Valentín Paniagua.

## Biografía
Nació en la ciudad de Lima, el 28 de mayo de 1945. Es hijo de Benjamín Herrera Delgado y de María Luisa Descalzi Balcázar.
Estudió en el Colegio Nacional de "San José" de Chiclayo egresando en 1961. Ingresó a la Universidad Nacional de Ingeniería en 1962, donde estudió Mecánica y Electricidad. Realizó una maestría en la Universität Karlsruhe de Alemania, así como estudios de postgrado en el Instituto Nacional de Ciencias y Tecnologías Nucleares de Saclay Francia y el Laboratorio Nacional Argonne en Estados Unidos.
Desde 1985 es consultor especializado en Energía y profesor Universitario en las maestrías de Energética y Gas Natural de la Universidad Nacional de Ingeniería
Fue decano de la Facultad de Ingeniería Mecánica de la Universidad Nacional de Ingeniería, elegido para el periodo 1991-1994.
Ha sido decano nacional del Colegio de Ingenieros del Perú (CIP) en el periodo 2008-2009 (asociación profesional integrada por más de 100,000 ingenieros colegiados) y ha sido elegido nuevamente para el período 2013-2014 por amplio consenso pues, por primera vez en el CIP, durante la elección su lista de candidato ganó en todos los Consejos Departamentales.
Fue también elegido decano del Colegio de Ingenieros del Perú (CIP) durante el periodo 2019-2021. Fue presidente del Concejo de Decanos de las Asociaciones Profesionales durante los períodos 2008-2009 y 2015-2016.
En reconocimiento a su trayectoria profesional y académica, la Universidad Nacional de Ingeniería (UNI - Perú) le otorgó el título de doctor honoris causa en el año 2010.

## Carrera Política
Se inició en el ámbito político como candidato al Congreso de la República por el partido Solidaridad Nacional de Luis Castañeda Lossio en las elecciones generales del año 2000, sin embargo, no resultó elegido.

### Ministro de Energía y Minas
Tras la caída del gobierno de Alberto Fujimori y luego la asunción de Valentín Paniagua como presidente interino de la república, decidió convocar a un nuevo gabinete ministerial encabezado por el diplomático Javier Pérez de Cuéllar y Paniagua nombró a Herrera como ministro de Energía y Minas.
Permaneció en todo el gobierno hasta su final en julio del 2001, donde empezaría el gobierno de Alejandro Toledo.
Herrera Descalzi estuvo un buen tiempo alejado de la política hasta que en julio del 2011, al iniciarse el gobierno de Ollanta Humala, volvió a asumir la cartera ministerial de Energía y Minas.
Estuvo en el cargo hasta que en diciembre del mismo año, decidió presentar su carta de renuncia debido a la crisis del gabinete.
Ha sido incansable y solitario defensor del texto original del contrato de explotación del gas de Camisea por la gran pérdida de ingresos al fisco que representa su modificación, del cual fue signatario y conoce fielmente.
Para las elecciones del 2016, se volvió a presentar como candidato al Congreso de la República por el partido Acción Popular sin lograr ser elegido.
Tras la vacancia al entonces presidente Martín Vizcarra y la juramentación del Manuel Merino como presidente interino, este convocó un nuevo gabinete encabezado por el exministro Ántero Flores-Aráoz. Entre los ministros se nombró a Herrera Descalzi nuevamente en el Ministerio de Energía y Minas.
En su gestión, anunció dar estabilidad al país y que impulsaría proyectos en hidrocarburos y energías renovables de cara al futuro. También anunció la continuidad a las inversiones minero-energéticas.
Debido a las protestas contra el gobierno de Merino y el fallecimiento de 2 manifestantes, Herrera Descalzi presentó su carta de renuncia al cargo a través de una misiva dirigida al primer ministro. Posteriormente todo el gabinete ministerial y el presidente Manuel Merino decidieron presentar su renuncia a sus respectivos cargos.
En las elecciones generales del año 2021, formó parte del equipo técnico de Renovación Popular liderado por Rafael López Aliaga como candidato presidencial.